# Yale (British Columbia)
Yale ist eine Siedlung in der kanadischen Provinz British Columbia, die sich an der Grenze zwischen dem als Lower Mainland bezeichneten Küstengebiet und dem als Plateau bezeichneten, trockenen Hinterland befindet. Die Ansiedlung liegt etwa 23 km nördlich von Hope am Highway 1, welcher Teil des Trans-Canada-Highway-Systems ist. Es wurde 1848 als Fort der Hudson’s Bay Company gegründet und galt zu den Zeiten des Goldrauschs als größte Stadt westlich von Chicago und nördlich von San Francisco.
Die Zuerkennung der kommunalen Selbstverwaltung ist für die Ansiedlung nicht erfolgt. Die Ansiedlung hat den Status eines unincorporated populated place, was ungefähr einem Gemeindefreien Gebiet entspricht.

## Geschichte

### Frühgeschichte

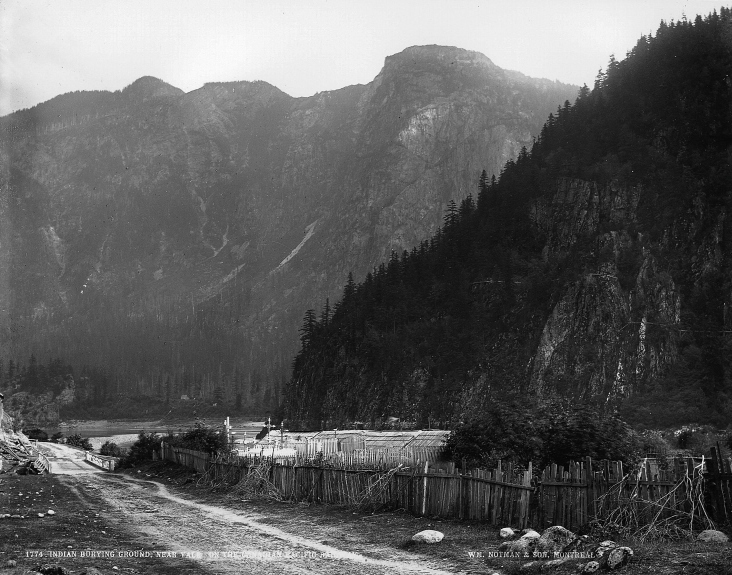
Indianische Grabstätten bei Yale, 1887

Die Region wurde von Menschen bereits in der Milliken-Phase (7500–6000 v. Chr.) aufgesucht und Yale gilt als einer der frühesten Fundorte für die Geschichte der Küsten-Salish. Auch die nachfolgende Mazama-Phase (6000–4500 v. Chr.) ist hier fassbar. Die Region ist die Grenze zwischen den Kulturräumen der Küstenbewohner und der Plateaubewohner. Vor allem die Stó:lō zogen flussaufwärts und fingen in den fischreichen Fanggründen vor allem Lachs.
Die Bewohner des Gebiets gehören zu zwei Gruppen, den Tait und den Thompson oder N'Laka'pamux. Erstere gehören zur Sprachgruppe des Halkomelem, letztere sprachen N'Laka'pamuxcin. Sie sind näher mit den Gruppen um Lytton, Boston Bar und Merritt verwandt. Dennoch sind die fünf Gruppen der Spuzzum und der Tait um Yale nahe miteinander verwandt. Die Familien beziehen sich jeweils auf einen Vorfahren. Diese sind Pelek, Liquitum, Chapmans, Charlies und Bobbs.

### Pelzhandel
Die Anfänge des Ortes als Fort gehen auf das Jahr 1848 zurück, als es im Auftrag der Hudson’s Bay Company von Ovid Allard gegründet und zunächst geführt wurde. Allard benannte das Fort nach seinem Vorgesetzten und späteren Chief Factor des Columbia-Distrikts James Murray Yale.

### Goldrausch

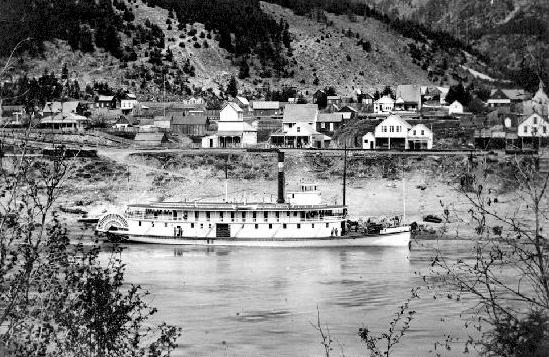
Raddampfer auf dem Fraser vor Yale, 1882

Yale liegt am Fraser River, wobei unmittelbar nördlich der Fraser Canyon beginnt und den Fluss auf 34 Meter bei Hells Gate verengt. Jenseits dieser Stelle gilt der Fluss als unpassierbar, denn dort erhebt sich ein gewaltiger Felsblock, der Lady Franklin Rock. Doch die Stadt selbst war sogar für Dampfboote erreichbar. Ihre höchste Bevölkerungszahl – während des Fraser-Canyon-Kriegs von 1858 – dürfte bei rund 15.000 gelegen haben, normalerweise wohnten aber nur 5 bis 8.000 Menschen hier, überwiegend Männer auf der Suche nach Gold. Diese Goldsucher wurden in Yale empfangen, und man versuchte die Massen unter Kontrolle zu halten. Ein Kanonenboot am Fraser River erzwang die Abgaben für Boots- und Schiffslizenzen von allen, die auf den Fluss wollten. Zwischen Fort Langley und Fort Yale suchten über 10.000 Mann nach Gold. Die Logistik erforderte zunehmend amerikanischen Einsatz für den Straßenbau auf der Harrison-River-Route nach Lillooet, dazu kam ein Muliweg von Yale nach Lytton.
Die Männer kamen hierher, um weiter nordwärts zu ziehen, ins Cariboo-Gebiet. Die meisten kamen per Schiff den Fraser River herauf. In Yale begann ab zwischen 1865 und 1885 die Cariboo Road (auch Cariboo Wagon Road oder Great North Road genannt). Der Planwagenpfad führte über Barkerville, Lytton, Ashcroft und Quesnel, dann weiter zum Williams Creek. Gouverneur James Douglas nahm gewaltige Kredite zur Finanzierung dieser Straßenbauten auf, um von den USA unabhängig zu bleiben. Anfang der 1870er Jahre baute man eine Überlandstrecke nach New Westminster, die heute Old Yale Road heißt. Kurz vor Beginn der Erschließung durch Eisenbahnbauten entstand in diesen Jahren auch die Dewdney Trunk Road nach Hatzic, östlich von Mission City.

### Eisenbahnboom
Während des Baus der Canadian Pacific Railway wurde der alte Ortskern zerstört, denn die Bahnlinie führte direkt über die Hauptstraße. Der Ort wurde zum Hauptquartier des Eisenbahn-Contractors Andrew Onderdonk (1848–1905), was der Stadt einen neuen Boom bescherte. Die Eisenbahnverbindung – drei Fahrten pro Tag – machte Yale ab 1885 zu einem Ausflugsort für Leute aus Vancouver. Doch als die Eisenbahn in diesem Jahr fertiggestellt wurde, endete der Bauboom und die Bevölkerung ging zurück. Onderdonk, der die Stadt 1886 ebenfalls verließ, spendete seinen Grundbesitz für eine Mädchenschule, die bis in die 1920er Jahre bestand.
Erst 1922 begann der Bau einer neuen Straßenverbindung, des Cariboo Highway. Wieder war die Straße die wichtigste Überlandverbindung zwischen Plateau und Küste. Nach dem Ausbau in den fünfziger Jahren entstand in den Achtzigern der Coquihalla Highway, der aber den Verkehr an Yale vorbeiführte.

## Demographie
Der Zensus im Jahr 2016 ergab für die Ansiedlung eine Bevölkerungszahl von 143 Einwohnern, nachdem der Zensus im Jahr 2011 für die Gemeinde noch eine Bevölkerungszahl von 136 Einwohnern ergab. Die Bevölkerung hat dabei im Vergleich zum letzten Zensus im Jahr 2011 um 5,1 % zugenommen und liegt damit nahe am Provinzdurchschnitt mit einer Bevölkerungszunahme in British Columbia um 5,6 %.
Für den Zensus 2016 wurde für die Gemeinde ein Medianalter von 60,0 Jahren ermittelt. Das Medianalter der Provinz lag 2016 bei nur 43,0 Jahren. Das Durchschnittsalter lag bei 56,2 Jahren, bzw. bei 42,3 Jahren in der Provinz.

## Verkehr
Öffentlicher Personennahverkehr wird örtlich/regional durch das „Hope Regional Transit System“ angeboten, welches von BC Transit in Kooperation betrieben wird. Das System beinhaltet auch eine Verbindung von Hope über Yale nach Kent („Agassiz“).

## Aktuelle Situation
Die meisten der heutigen Bewohner gehören der Yale First Nation an, zu der im Februar 2018 nach staatlicher Auffassung landesweit genau 176 Menschen zählten. All Hallows, die alte Mädchenschule, ist heute ein Hostel mit Campingplatz, der Tourismus (Rafting usw.) hat stark zugenommen. Die anglikanische Kirche St. John the Divine ist eine der ältesten Kirchen in British Columbia. Der Ort unterhält das Historic Yale Museum an der Douglas Street, wie Highway 1 innerhalb der Stadt heißt. Vor dem Gebäude aus den 1870er Jahren erinnert ein Denkmal an die Leistungen und die Leiden der chinesischen Arbeiter beim Bau der Eisenbahn.
Jeden Sommer erinnert eine Schaustellergruppe an die Rolle der Royal Engineers während des Baus der Cariboo Wagon Road und des Douglas-Lillooet Trail, sowie ihre Rolle in McGowan’s War (1858).